# ستيف ماكلين (لاعب كرة قدم)
ستيف ماكلين (بالإنجليزية: Steve McLean)‏ هو لاعب كرة قدم أمريكي في مركز الهجوم، ولد في 31 أكتوبر 1961 في غلاسكو في المملكة المتحدة. شارك مع منتخب الولايات المتحدة تحت 20 سنة لكرة القدم. أما مع النوادي، فقد لعب مع Carolina Lightnin' ‏.

## وصلات خارجية
- ستيف ماكلين (لاعب كرة قدم) على موقع الاتحاد الدولي (مؤرشف)  (الإنجليزية)